# مورفين غاونت
مورفين غاونت هو شخصية خيالية في عالم هاري بوتر من تأليف جي كي رولينغ. وهو حفيد سالازار سليذرين وابن مارفولو غاونت واخ ميروب غاونت وخال لورد فولدمورت سجن مدى الحياة بأزكبان عن طريق اتهامه بأنه هو من قتل توم ريدل وأبويه، مات في سجن أزكبان . مائل للحماقة.